# HMS Neptune (1909)
Pour les autres navires du même nom, voir HMS Neptune.
Le HMS Neptune est un cuirassé de la Royal Navy construit en 1909. Il devait à l'origine faire partie d'une classe de trois navires, mais les deux suivants ont été reclassés comme classe Colossus, bénéficiant d'un blindage de ceinture un peu plus épais.

## Conception

Emplacement des 5 tourelles principales d'artillerie.

Le HMS Neptune a été le premier cuirassé Dreadnought à bénéficier d'une nouvelle implantation des tourelles permettant de tourner en une même bordée, bien qu'en pratique les contraintes imposées à la superstructure rendaient la manœuvre impossible, sauf en cas d'urgence.
Il a été l'un des premiers cuirassés à être équipé d'un système automatique de calcul de tir.

## Histoire
Il a été construit au chantier naval de Portsmouth. Mis en chantier le 19 janvier 1909, il a été lancé le 30 septembre 1909 et commissionné le 11 janvier 1911.
Il a été le navire amiral de la Home Fleet de mai 1911 à mai 1912. Puis il a servi à la 1re escadre jusqu'à la Bataille du Jutland en mai 1916, sous le commandement de l'amiral John Jellicoe.
Le HMS Neptune tira 48 coups de canons de 12 pouces (305 mm) au cours de cette bataille et il est crédité de plusieurs coups au but sur le croiseur de bataille de la Kaiserliche Marine SMS Lützow.
Après la guerre, il a rapidement été transféré à la flotte de réserve et par la suite mis au rebut pour démolition en 1922.